# Hassan Remaoun
Pour les articles homonymes, voir Remaoun.
Hassan Remaoun, né le 2 avril 1947[réf. nécessaire], est un sociologue et historien algérien. Il est professeur à l'université d'Oran Es-Senia. Il est également chercheur au sein du Centre national de recherche en anthropologie sociale et culturelle (CRASC) ,,.

## Ouvrages
- D'une rive à l'autre : La guerre d'Algérie de la mémoire à l'histoire, Paris, Syros, 1993.
- L'Algérie : Histoire, Société et Culture, publié par Casbah, 2000.
- L'Algérie : Art et Histoire, Institut du monde arabe, 2003.
- Guerre de libération nationale et Enseignement de l'histoire dans l'école algérienne, Crasc, 1995.